# Plomb du Cantal
El Plomb du Cantal es una montaña situada en el departamento de Cantal. Es el pico más alto de las montañas de Cantal y segunda cumbre del Macizo Central, Francia, con 1 855 metros de altitud después del pico de Sancy. Se encuentra en la cresta entre los valles del Cere de d'Alagnon y Brezons, a ambos lados de las comunas de Saint-Jacques-des-Blats y Albepierre.

## Geología
Con sus vecinos el Puy Griou, el Peyre Arse, Puy Mary o el Puy Violent, es parte del estratovolcán de Cantal, el más alto de Europa, con 60 km de diámetro. El Plomb du Cantal, está compuesto de basalto, y esta es la parte más nueva de este gran edificio que se formó hace 2,8 Ma.

## En la cultura
Una parte significativa de la novela El perfume, del escritor alemán Patrick Süskind, transcurre en el Plomb du Cantal.